# Jerzy Żurawlew
Jerzy Żurawlew (Rostov sul Don, 21 gennaio 1887 – Varsavia, 3 ottobre 1980) è stato un pianista e direttore d'orchestra polacco.
Żurawlew è nato a Rostov-on-Don in Russia nel 1886. Ha studiato con Aleksander Michałowski al Conservatorio di Varsavia fino al 1913 e dal 1923 ne divenne uno dei professori. Nel 1916 ha fondato una scuola di musica a Minsk (ora Bielorussia), e nel 1920 una scuola musicale a Białystok.
È noto per essere il fondatore del Concorso pianistico internazionale Frédéric Chopin